# 黑桃皇后 (小說)
黑桃皇后 (俄语：Пиковая дама) 是亚历山大·普希金創作的一部带有超自然元素的短篇小说。1833年，該小說完稿。該小說後來被彼得·柴可夫斯基改編成同名歌剧。
該小說講的是主人公赫尔曼得知伯爵夫人有三张可以贏錢的神牌後，為了奪取神牌，他假裝愛上伯爵夫人的养女丽莎，並進而親近伯爵夫人，之後威胁伯爵夫人说出三张神牌的底细。伯爵夫人被赫尔曼吓死。伯爵夫人後來托夢給赫尔曼，表示这三张神牌就是三、七、A，但她要求赫爾曼要娶丽莎。不過赫爾曼對丽莎沒興趣，而是繼續去賭場賭博。他靠三、七两张牌赢了許多钱，但因为最後下注的一张牌其實不是A而是“黑桃皇后”，導致赫尔曼把钱全部输光。最後赫尔曼发疯。